# 哈维尔·孔特
哈维尔·孔特（西班牙語：Javier Conte，1975年9月7日—），阿根廷男子帆船运动员。他曾代表阿根廷参加2000年、2004年和2008年夏季奥林匹克运动会帆船比赛，其中2000年奥运会获得一枚铜牌。